# آندری چمرکین
آندری چمرکین (روسی: Андрей Иванович Чемеркин؛ زادهٔ february ۱۷, ۱۹۷۲ (۵۳ سال)) وزنه‌بردار اهل روسیه است.
وی در مسابقات کشوری و بین‌المللی در مجموع برندهٔ ۷ مدال طلا، ۳ مدال نقره، ۳ مدال برنز شده‌است.